# A Son of Man: La maldición del tesoro de Atahualpa
Pour plus de détails, voir Fiche technique et Distribution.
A Son of Man: La maldición del tesoro de Atahualpa est un film d'aventure fantastique équatorien réalisé par Pablo Agüero et Luis Felipe Fernández-Salvador (es) sorti en 2018.
Le film a nécessité 11 ans de travail et a été tourné dans des lieux inexplorés en Équateur, à l'aide de prototypes de caméras (inspirés des drones).
Il a été présenté par l'Équateur comme candidat à l'Oscar dans la catégorie du meilleur film en langue étrangère lors de la 91e cérémonie des Oscars,,,.

## Synopsis
Après la mort de son grand-père, Pipe, un adolescent équatorien élevé aux États-Unis, reçoit une lettre de son père, Luis Felipe, qui lui demande de retourner en Équateur et de le rejoindre dans une expédition à la recherche du trésor perdu des Incas. Pipe accepte et, avec un groupe d'expéditionnaires un peu particuliers, dont Lily, la mystérieuse petite amie de Luis Felipe, ils partent dans les Llanganates, où ils vivront une expérience qui changera complètement le cours de leur vie.

## Fiche technique
- Titre original : A Son of Man: La maldición del tesoro de Atahualpa[7]
- Réalisation : Pablo Agüero et Luis Felipe Fernández-Salvador (es) (sous le nom de « Jamaicanoproblem »)
- Scénario : Pablo Agüero, Eduardo Alcivar Gonzalez, Kim Alcívar, Josué Andavert, S.V. Berlin, Luis Felipe Fernández-Salvador y Bolona, Luis Andrés Fernández-Salvador y Zaldumbide, Anton Goenechea, Abdesslam Oulahbib, Jean-Baptiste Plard, Traci L. Slatton, Lily van Ghemen
- Photographie : Benjamín Echazarreta
- Montage : Thomas Fernández
- Musique : Jérôme Rebotier, Nicolás Becker, Valentin Protron
- Décors : Alicia Herrera
- Production : Lily Van Ghemen; Luis Felipe Fernández-Salvador
- Sociétés de production : Paracas Independent Films
- Pays de production :  Équateur
- Langue originale : quechua, espagnol, anglais, allemand
- Format : couleurs - 2,39:1 - Son Dolby Surround
- Genre : Film d'aventure fantastique
- Durée : 93 minutes
- Dates de sortie : 
  - Équateur : 17 septembre 2018

## Distribution
- Luis Felipe Fernández-Salvador y Boloña : lui-même, Pipe
- Luis Felipe Fernández-Salvador y Campodonico : lui-même, père de Pipe
- Lily Aimée Juliette van Ghemen : Lily
- Fernando Cunuhay Yanchapaxi : Cunuhay
- Andrés Fernández-Salvador y Zaldumbide : Abuelo
- Byron Chacaguasay : Byron
- Ramón Cobeña Alava : majordome
- Wilson Edmundo Viteri Pozo : lui-même, garde du corps
- Manri Ovidio Rodriguez : Manri
- Olmedo Toscano : lui-même, concierge